# Gerberjeva hiša
Gerberjeva hiša, kasneje tudi Lectaria Freyer, je hiša na Kongresnem trgu št. 5 v Ljubljani.
Zgrajena je bila po potresu leta 1895 v neohistoričnem slogu. Na vzhodnem delu fasade izstopa vogalni pomol. Fasada je napolnjena z baročnim okrasom. Okenski okvirji so bogato profilirani in členjeni. Okenska čela pod polkrožnimi zalomljenimi prekladami krasi mavčni okras z motivi otroških
glavic in bradatih mož med sadnimi girlandami.
Po hiši se imenuje Gerberjevo stopnišče, ki s Kongresnega trga vodi proti Hribarjevemu nabrežju.
V letih 1938/39 je arhitekt Plečnik za družino Freyer (izdelovali so spominke in izdelke ljudske obrti) opremil stanovanje in uredil prodajalno lecta in sveč. Oprema se zaradi poznejše adaptacije kljub spomeniški zaščiti ni ohranila v celoti in je delno predelana, prvotni materiali pa deloma prekriti.
Hiša na Kongresnem trgu 5 je prvič omenjena v sejnem zapisniku leta 1623, ko je usnjar Miha Mrvec pri svoji hiši postavil kovačnico (prej Kongresni trg 4), ki pa jo je moral podreti. Lastniki so pred letom 1719 isti kot pri Kongresnem trgu 5. Hiša je bila v potresu podrta. Na tretjini bivšega stavbišča je Jože Gerber sezidal novo trinadstropno stavbo, preostali del stavbišča pa je ostal za stopnišče.
V hiši so se menjavali lastniki in stanovalci in sicer: v letih 1726-1756 Mihael Mrvec (Meruez), domec in usnjarna 1756 Jakob Segenmiller, barvar in žena Marija, 1771-1802 Jozef Apej (Appe, Appey), barvar, 1802 Matija Gerber, barvar (iz Liezna na Zg. Stajerskem), 1811-1858 Luka Suišnik (Schuschnig), barvar in Gerberjeva vdova Elizabeta, 1824 Jemej Gestrin, barvar, 1858 Matija Gerber, knjigovez, 1883-1898 njegov sin Jozef Gerber, knjigovez, 1898 vdova Ana Gerber, roj. Bitenc, Marta Gerber, hči Jožefa Gerberja.